# Varsói felkelés
Nem tévesztendő össze az 1943-as varsói gettófelkeléssel.
A varsói felkelés a náci Németország által megszállt lengyel fővárosban 1944. augusztus 1-jén kitört általános felkelés volt, melyet az Armia Krajowa (Honi Hadsereg) irányított a német megszálló csapatok ellen. A felkelés kirobbantását arra az időpontra időzítették, amikor a szovjet csapatok megközelítették Varsót. A Honi Hadsereg célja az volt, hogy még a szovjetek előtt felszabadítsák a fővárost és megerősítsék a lengyel függetlenséget a háború végéig működő Lengyel Földalatti Állam kormányának hatalomra juttatásával.
A fegyveres felkelés azonban kudarcot vallott, bukásában számos tényező játszott szerepet. A szovjet csapatok elérték ugyan a Visztulát, a fővárostól 30 kilométerre azonban hadtesteik megálltak, és tétlenül szemlélték a városban folyó harcokat. A várakozásnak kettős oka volt: egyrészről a soron következő támadó hadművelet előkészítése érdekében teljesen feltöltötték készleteiket, másrészt a szovjet vezetés úgy ítélte meg, hogy a felkelés sikertelensége esetén a háború után csekélyebb erőfeszítések árán sikerülhet hatalmi pozícióba juttatni Lengyelországban a szovjetbarát politikai erőket. A Vörös Hadsereg parancsnoksága azt sem engedélyezte, hogy a segélycsomagokat szállító szövetséges repülőgépek a visszaútra üzemanyagot vételezzenek a szovjetek által megszállt repülőtereken.
A lengyel megadást követően a németek az egész várost kiürítették. Mintegy 550 ezer főt a pruszkówi átmeneti táborba internáltak, 150 ezer főt pedig németországi kényszermunkára vagy koncentrációs táborokba hurcoltak. Német tűzszerész-alakulatok módszeresen felrobbantották a városban épen maradt összes, még álló házat. A Vörös Hadsereg majd csak 1945. január 17-én vonult be a teljesen elnéptelenedett romvárosba.

## Előzmények
1944 júniusa végén, majdnem öt évig tartó német megszállás után, úgy látszott, hogy a III. Birodalom romba dől. A német hadsereg vereségeket szenvedett minden fronton és július 20-án egy sikertelen Hitler elleni merénylet történt. Ekkoriban magában Varsóban pánik terjedt el: a városon túli területeket a Fehéroroszországban szétzúzott német alakulatok visszavonuló maradékai lepték el, a civil németek tömegesen menekültek nyugat felé, a közigazgatási hivatalok és rendőrkapitányságok evakuálva vonultak vissza. Ebben a helyzetben a Honi Hadsereg sok tisztje úgy vélte, hogy egy felkelés könnyen kiszorítaná a megszállókat Varsóból. Sőt, 1944 elejétől a szovjet hadsereg már a háború előtti Lengyelország területén volt és fokozatosan nyomult nyugat felé, majd július végén már a Visztulát is elérte. Az általuk elfoglalt területeken a szovjet hatóságok igyekeztek a hatáskörüket kiszélesíteni. Július 21-én Chełmben megalakult a Lengyel Nemzeti Felszabadítási Bizottság (Polski Komitet Wyzwolenia Narodowego, PKWN), a szovjetek által kinevezett ideiglenes lengyel kormány, amelyben a kommunisták határozott fölényben voltak és amely Sztálinnak teljesen alá volt rendelve. A Londonban székelő lengyel emigráns kormány, és a Lengyel Földalatti Állam vezetői tisztában voltak azzal, hogy a Szovjetunió saját kommunista rendszerét próbálja majd rákényszeríteni az újonnan megalakuló Lengyelországra.
1944 nyarán a keleti front már közel volt Varsóhoz. Június 21-én a Honi Hadsereg főparancsnoka, Tadeusz Bór-Komorowski tábornok beleegyezését adta a felkelés megkezdéséhez, majd július 31-én meghatározta a pontos időpontját: augusztus 1. 17 óra. Egyetértését az emigráns kormány képviselője (lásd: Kormány Országos Képviselete), Jan Jankowski is kinyilvánította, azonban a főparancsnok, Kazimierz Sosnkowski tábornok ezzel nem értett egyet, de az ő véleményét nem vették figyelembe.
Eközben a katonai helyzet Varsó környékén kezdett a németek előnyére változni. Kézben tartották a rendet a városban, július 31-én pedig elkezdődött a varsói páncélos csata. Ez augusztus 5-én német győzelemmel végződött, ami lelassította a szovjet előrenyomulást a lengyel főváros felé.
Sztálin ellenezte a független Lengyelország gondolatát, ezért az emigráns lengyel kormány parancsot adott a Honi Hadseregnek, hogy kísérelje meg megszerezni a németektől az ellenőrzést Varsó felett, mielőtt a szovjetek elérnék a várost. Ily módon a Szovjetunió elvesztette volna a jogalapját az ország megszállására. 1944. augusztus 1-jén a Honi Hadsereg és a lakosság kirobbantotta a varsói felkelést.

## A harcoló felek
A felkelők erői körülbelül 50 ezer katonát tettek ki, de majdnem kizárólag csak kézi fegyvereik voltak. Nagyon hiányoztak a jó hatásfokú páncéltörő fegyverek. Ezek szerepét az úgynevezett Molotov-koktélok vették át, melyeket páncéltörő kézigránátok és a kevés zsákmányolt Panzerschreck és Panzerfaust egészített ki. A gyenge előkészület következtében a felkelés kitörésekor csak körülbelül 3000 katona volt valóban harcképes, azaz alig tizede a rendelkezésre álló állománynak. A parancsnokok ezért baltákkal vagy csákányokkal is felszereltették a katonákat. A felkelők tényleges főparancsnoka Antoni Chruściel tábornok volt, bár formálisan a Honi Hadsereg főparancsnoka, Tadeusz Bór-Komorowski tábornok parancsolt.
A német csapatok létszáma ennek alig fele, körülbelül 16 ezer fő volt, de sokkal jobban felfegyverezve. Rögtön a felkelés kitörése után pedig erősítést kaptak:
- rendőri alakulatok Warthegautól (Nagy-Lengyelország) Heinz Reinefarth parancsnoksága alatt,
- a Dirlewanger-SS-különítmény Oskar Dirlewanger parancsnoksága alatt – ez az alakulat korábban brutális tisztogatásokat hajtott végre a keleti front hátországában, katonái többségét börtönökből és gyűjtőtáborokból kiengedett német köztörvényes bűnözők alkották,
- SS RONA gránátos hadosztály (RONA – Русская освободительная народная армия, Orosz Felszabadító Néphadsereg) – többségében az oroszokból és fehéroroszokból álló, a németekkel együttműködő hadosztály Bronisław Kaminski parancsnoksága alatt.

A felkelőkhöz néhány száz külföldi is csatlakozott – magyarok, szlovákok, franciák, belgák, hollandok, görögök, britek, olaszok, oroszok (főleg az ezekből az országokból származó zsidók). A szlovákok, a Honi Hadsereg vezetésének egyetértésével, saját szakaszt alakítottak. A felkelőkkel együtt harcoltak német katonaszökevények is.

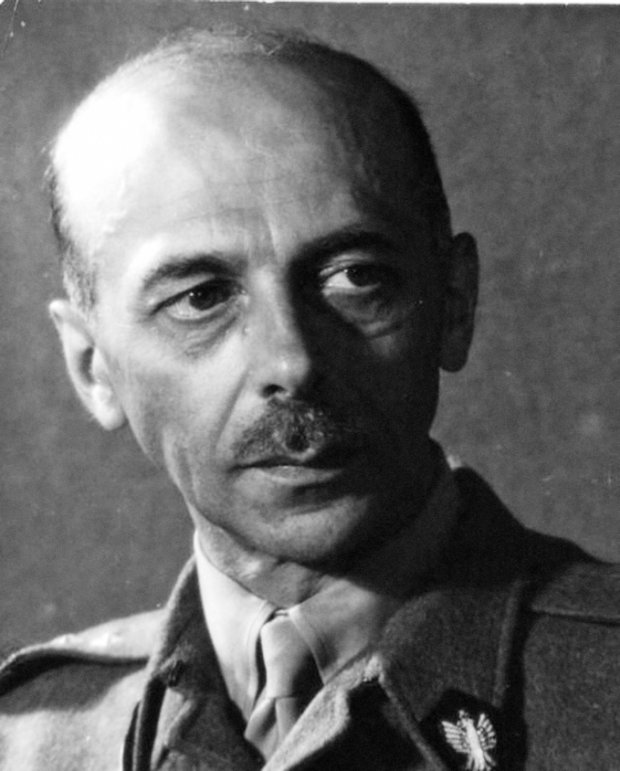
Tadeusz Bór-Komorowski
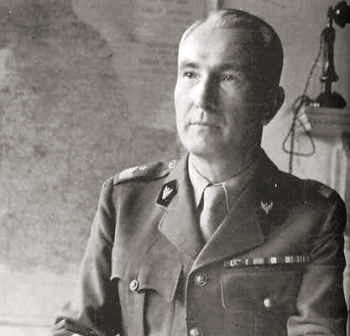
Antoni Chruściel
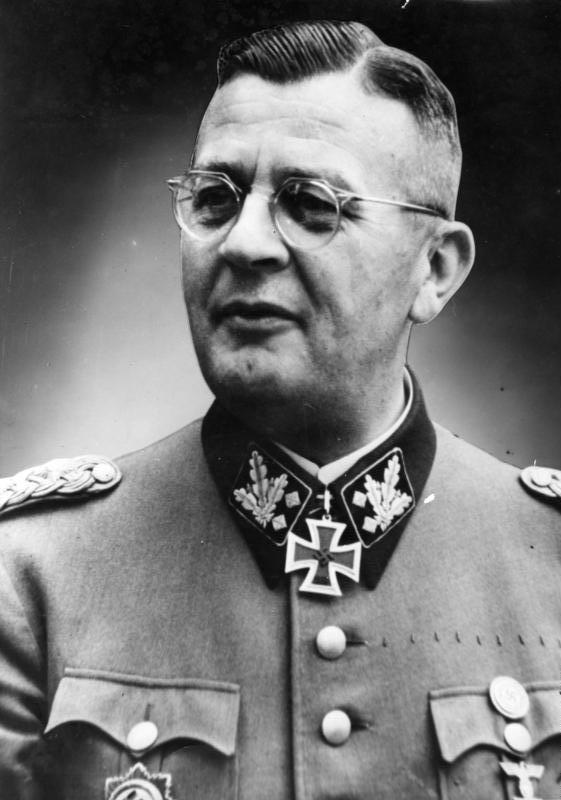
Erich von dem Bach-Zelewski
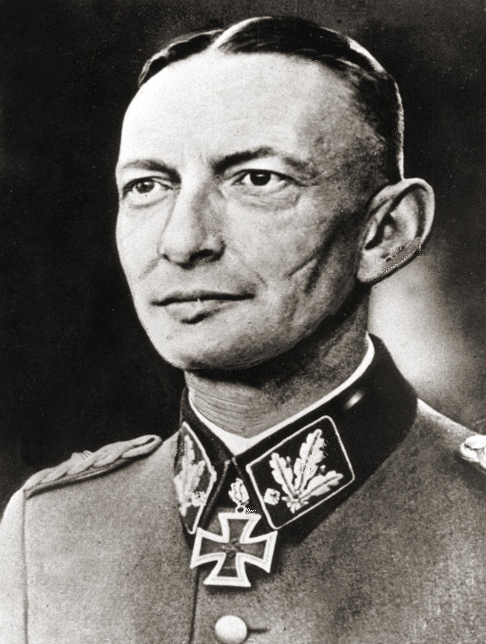
Heinz Reinefarth
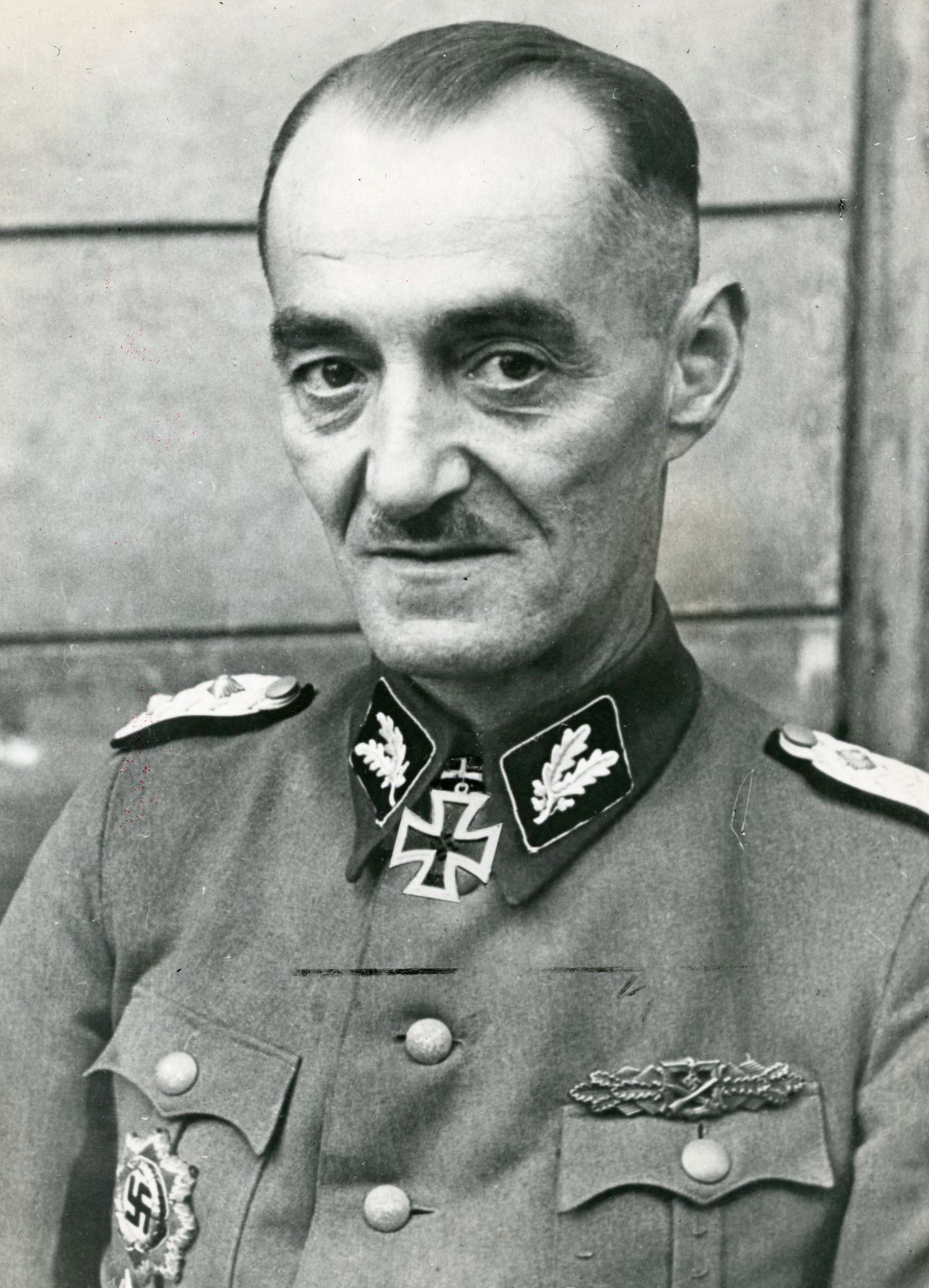
Oskar Dirlewanger
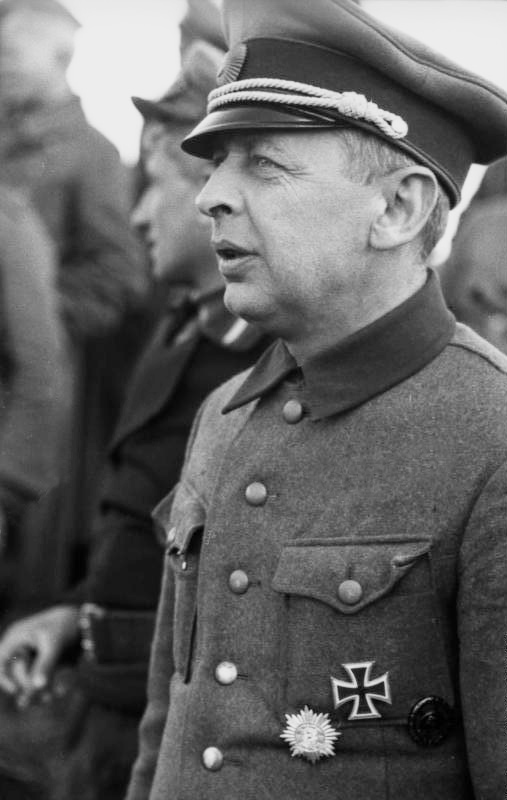
Bronisław Kamiński

## A felkelés lefolyása
| BIELANY ŻOLIBORZ ÓVÁROS MURANÓW (volt gettó) KL WOLA BEL- VÁROS POWI- ŚLE FELSŐ CZER- NIAKÓW OCHOTA FELSŐ MOKOTÓW SIELCE SADYBA PRAGA 1 ■2 ■ 3 ■ 4 5 6 7 8 9 ■ 10 ■11 ■ 12 ■13 14■ ■15 ■16 17■ 18■ ■ 19 ■ 20 ■ 21 ■ 22 ■23 ■ 24 25 ■ A) | BIELANY ŻOLIBORZ ÓVÁROS MURANÓW (volt gettó) KL WOLA BEL- VÁROS POWI- ŚLE FELSŐ CZER- NIAKÓW OCHOTA FELSŐ MOKOTÓW SIELCE SADYBA PRAGA ■ 26 B) |

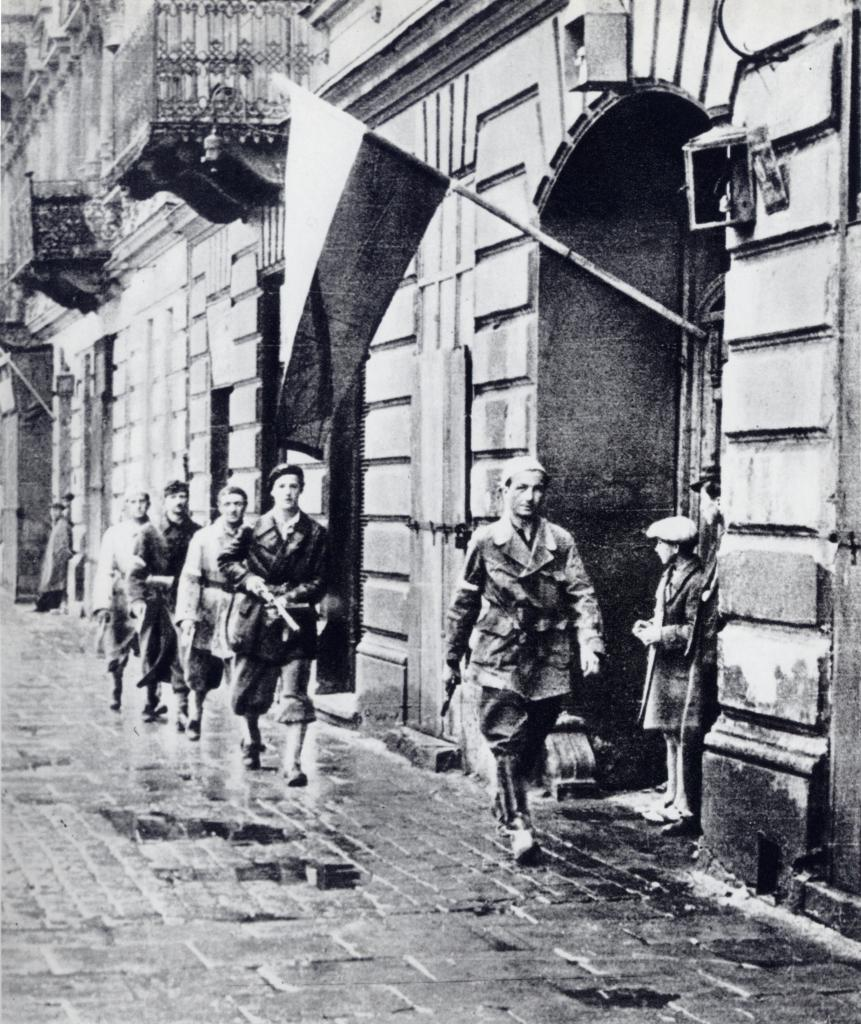
Augusztus 1. 17 óra - felkelői őrjárat

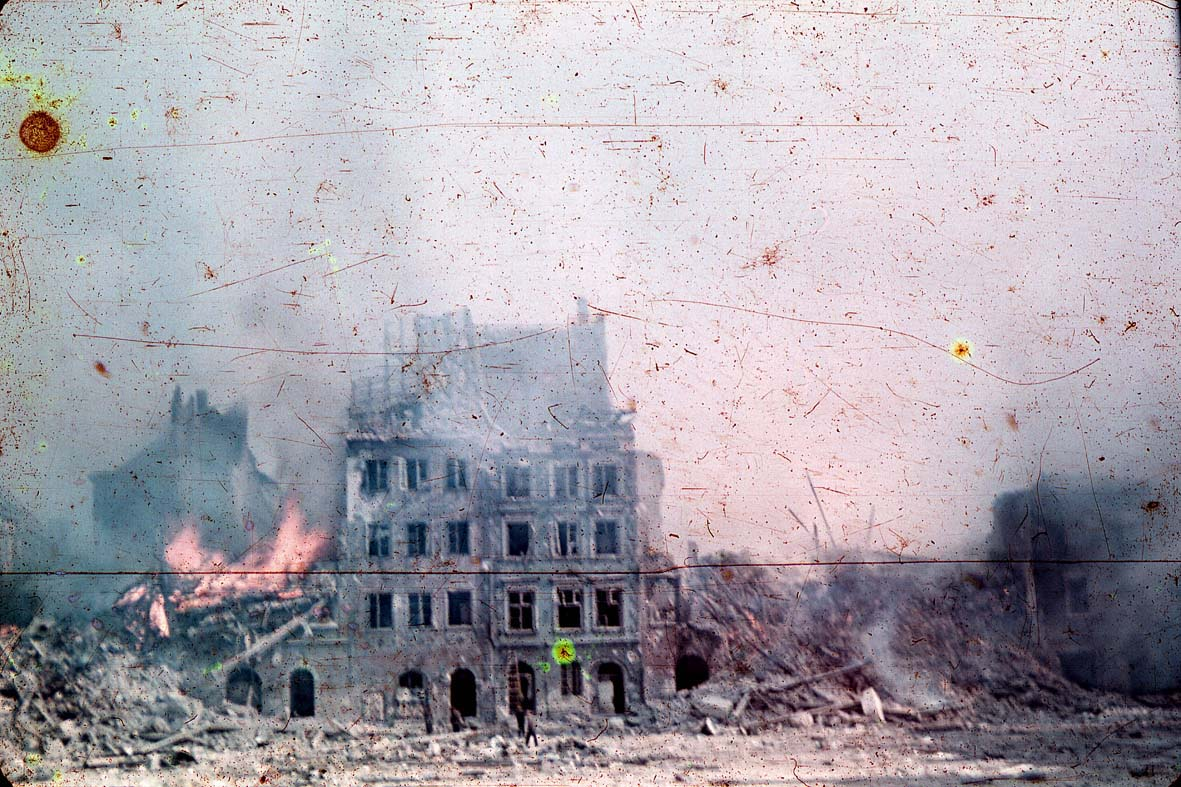
Varsói felkelés

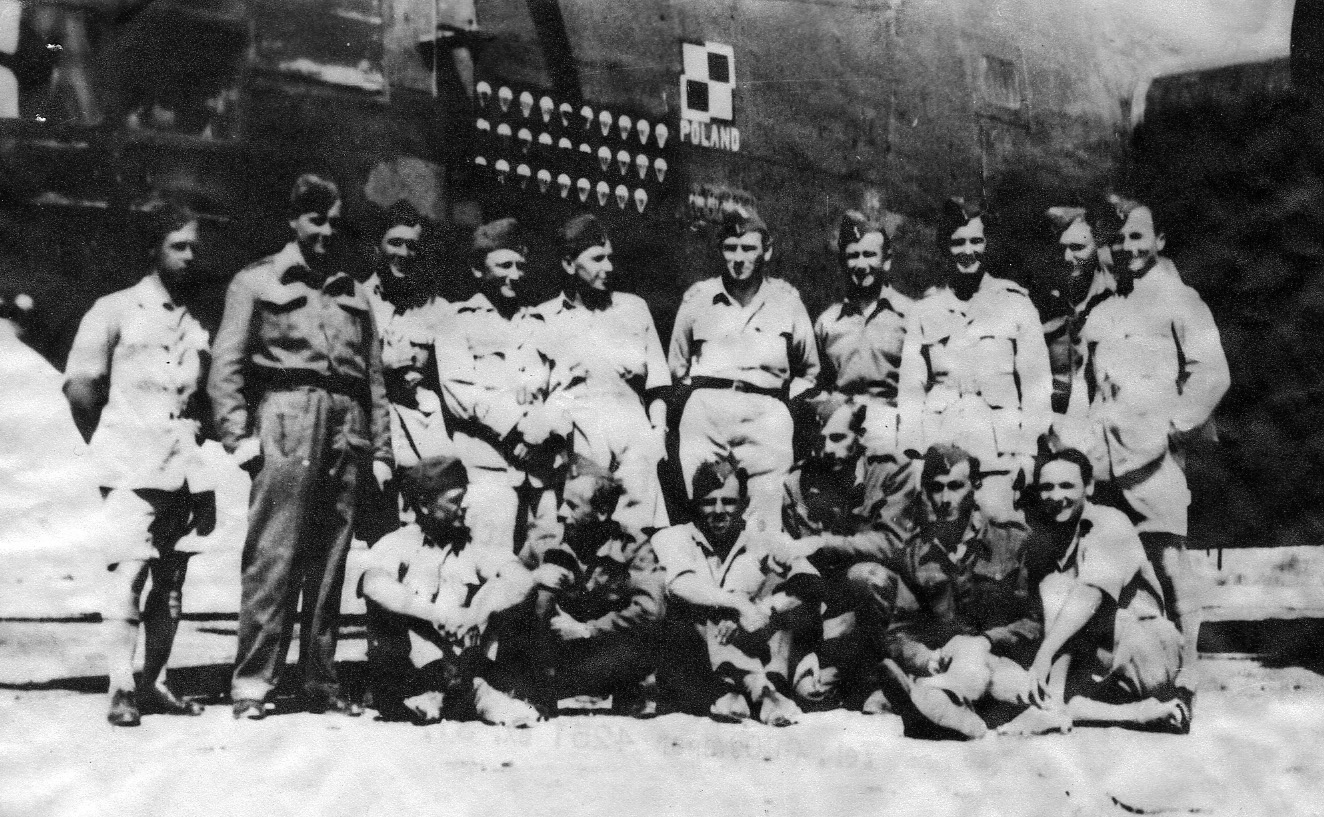
Brindisi repülőtér - a lengyel Halifax legénység, amelyet a felkelők segítségére dobtak le

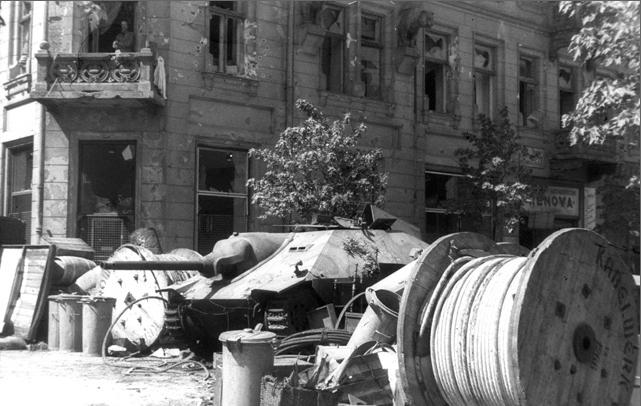
Úttorlasz a Főpostánál egy zsákmányolt német Hetzer rohamlöveggel

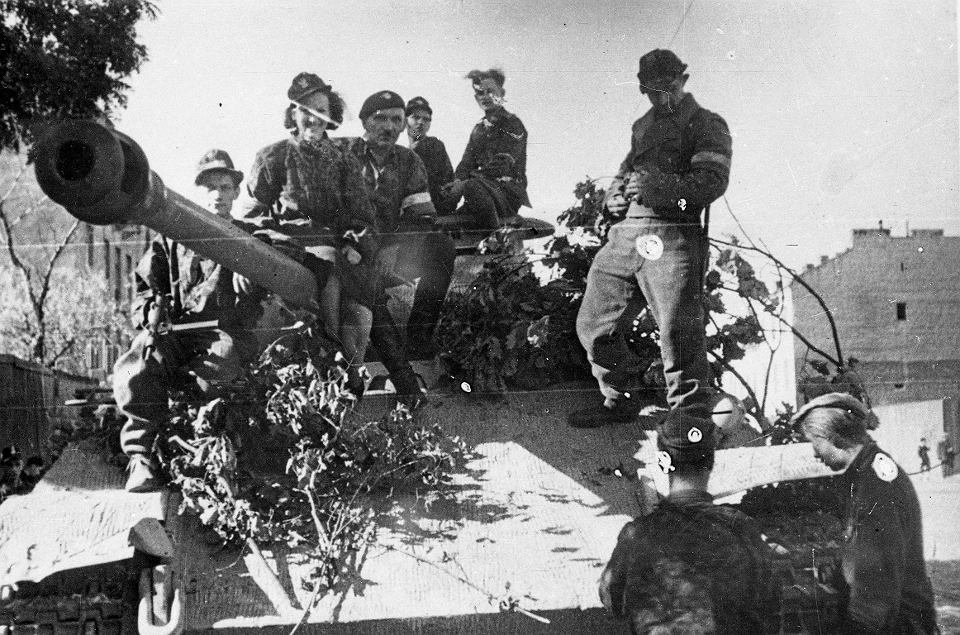
Panther harckocsi - felkelők, a Zośka-zászlóalj Wacek-szakaszának zsákmánya

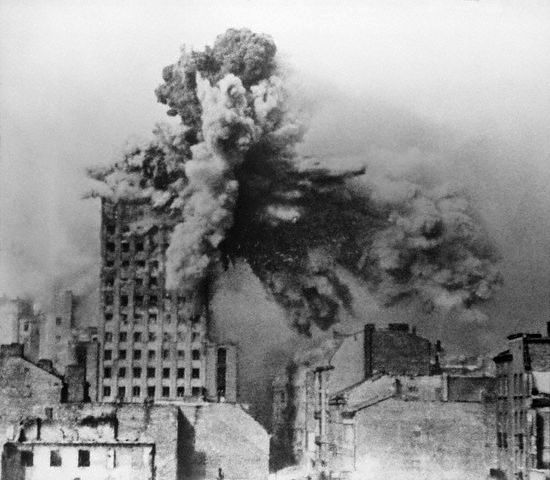
A lebombázott legmagasabb varsói épület a Prudential felhőkarcoló augusztus 28-án

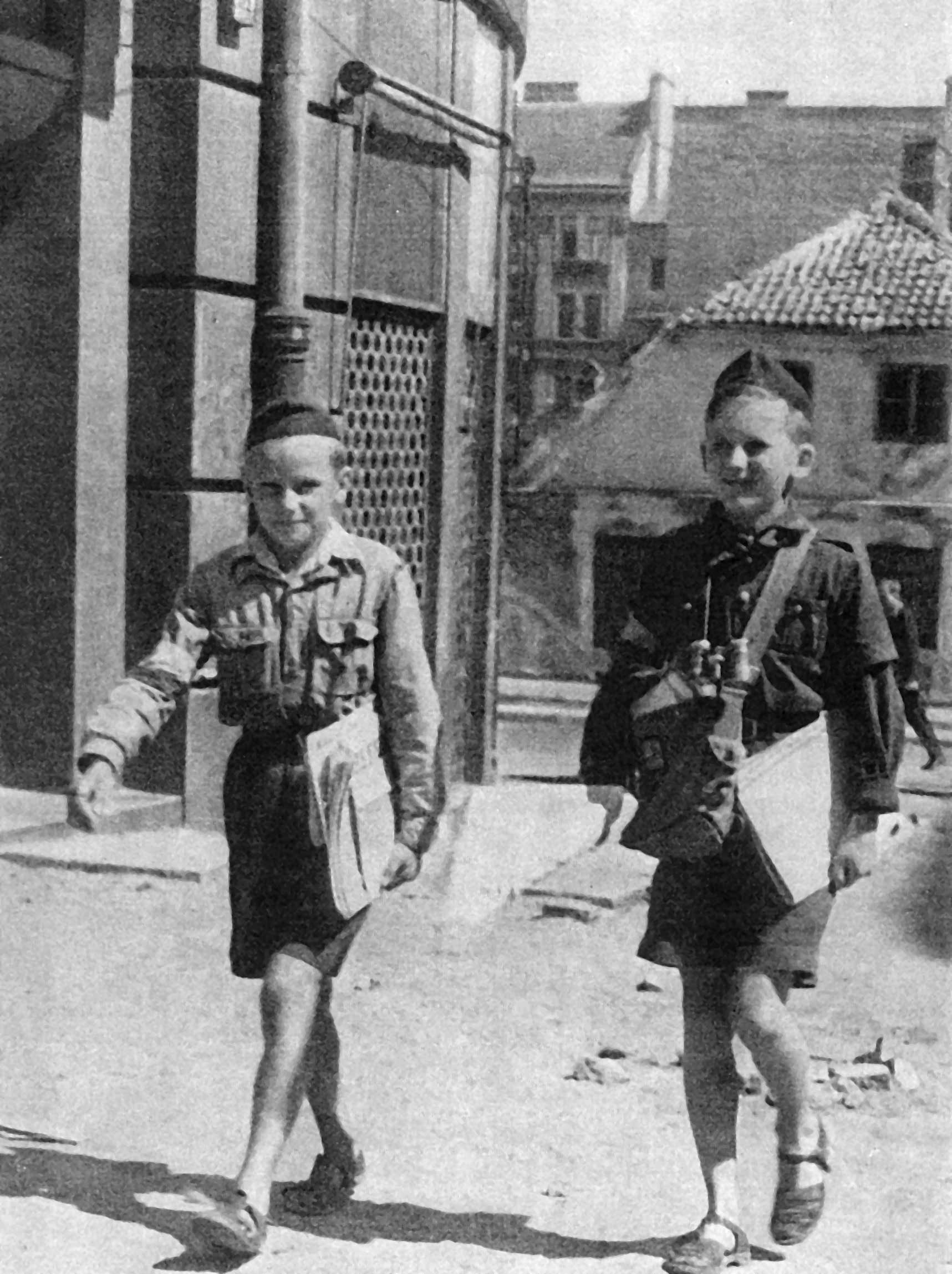
A felkelésben a gyerekek is részt vettek - többnyire futárként, de később katonaként is

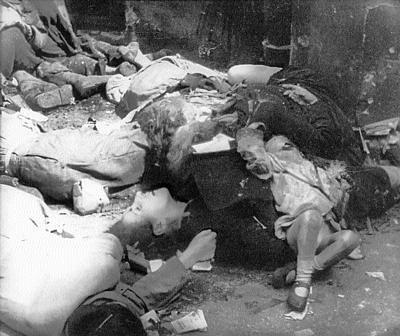
Dirlewanger-csapatok aldozatai Wolában

A felkelés augusztus 1-jén, 17 órakor tört ki. Az időzítés nem sikerült a legjobban, sok ellenálló nem ért időben a gyülekezőhelyére és felvonulási területére. A lengyel csapatoknak nem voltak nehéz fegyvereik, amelyek nélkül nem sikerült hathatósan támadni az erősen erődített német épületeket. Ezenkívül, túl sok célt támadva, a felkelők nagyon szétszórták a csapataikat, a fölényt kivívni sok esetben nem tudták. A fontosabb épületekből többek közt csak a Powiślei erőművet, az egyenruha- és élelmiszerraktárat és a városházát sikerült elfoglalniuk. Nem sikerült bevenni az okęciei repülőteret, egyetlen hidat és vasúti pályaudvart sem , a Gestapo és a helytartó székhelyeit, a Citadélát, a Szejm épületeit, a Főpostát, az Egyetemet, a Rendőr-főkapitányság épületét, a telefonközpontokat, az SS-laktanyákat, a börtönöket és erődöket sem.
Augusztus 4-éig a felkelők mindössze a Belváros északi kerületeinek nagy részét (az Óvárost is beleszámítva) tudták elfoglalni és a Belváros déli részét, Powiślét, Żoliborzot, Kelet-Wolát, Ochota egyes részeit, Felső-Mokotówot, valamint Czerniakówot. A felkelés elfojtását Erich von dem Bach-Zelewski német tábornok vezényelte. A Reinefarth- és Dirlewanger-csapatok és RONA csapatai rendkívüli kegyetlenséggel gyilkolták a civil lakosságot is. A német védőket hadvezetésük gyakran alkohollal is ellátta, hogy a felkelőkkel szemben minél kisebb könyörületet tanúsítsanak. Augusztus 11-én Wola és Ochota ellenállói megadták magukat. Már augusztus 7-én elkezdődött az óvárosi csata, amely augusztus végéig tartott és házról-házra folyt. Szeptember 1-jén a felkelés parancsnokai úgy döntöttek, visszavonulnak a csatornarendszeren át a Belváros közepére.
Szeptember 11-én a németek megtámadták Powiślét, hogy elvágják a felkelőket egy esetleges szovjet segítségtől: a felkelők azt tervezték, hogy Powiśle lesz a hídfő, ahová a szovjet csapatok majd át tudnának kelni. A lengyelek bíztak abban, hogy a Vörös Hadsereg segíteni fogja őket a közös német ellenség elleni harcban, de nem így lett. Annak ellenére, hogy a Vörös Hadsereg már megközelítette Varsó jobb partját (augusztus 14-én elfoglalta Pragát), a felkelés hírére a szovjet offenzíva megtorpant. A Vörös Hadsereg nem szándékozott nagyobb létszámú csapatokat küldeni, hogy segítsenek a felkelőknek. Sztálin küldött két gyalogezrednyi katonát a Berling-hadseregből, amely eljutott a bal partra, de nekik nem volt tapasztalatuk a városi harcban és nem sikerült megtartani pozícióikat. Miután küldött ugyan, de tapasztalatlan katonákat, ezért Sztálin később elutasította a vádakat, hogy nem segített a felkelőknek. Powiśle szeptember 23-án adta meg magát.
Szeptember 16-án a németek elfoglalták Marymontot (Żoliborz északi részét) és Czerniakówot, 26-án Felső-Mokotówot, 30-án Dél-Żoliborzot. A felkelők kezében csak a Belváros központi része maradt, ezért Bór-Komorowski tábornok, nem látva értelmét a további harcoknak, október 2-án aláírta a kapitulációt.
A harcolókat szovjet légvédelmi támogatás nélkül a Brit Királyi Légierő, a Dél-Afrikai Légierő és a brit felső irányítással működő Lengyel Légierő támogatta: több mint kétszáz alkalommal dobtak le ellátmányt a harcoló csapatoknak. Az Amerikai Egyesült Államok Légiereje a szovjet légitámogatás elnyerését követően egyetlen nagyszabású akciót hajtott végre.
A német védőkkel együtt harcolt néhány olyan alakulat is, amely volt szovjet állampolgárokból állt. A RONA csapatokon kívül volt egy ukrán század (Petro Gyacsenko parancsnoksága alatt) és két azerbajdzsáni zászlóalj is. A németek magyar erőket is bevetettek a felkelők ellen, de amikor rájöttek, hogy a magyar alakulatok nyíltan rokonszenveznek a lengyelekkel, visszavonták őket.

## Élet a felkelési Varsóban
A felkelés 63 napja alatt a felkelők által ellenőrzött területeken döntéseiben szabad, és demokratikus lengyel állam működött Varsóban. Legális hatósággal, közigazgatással és hadsereggel. Működött a lengyel igazságszolgáltatás, a rendőrség és a politikai pártok (azok is, amelyek a Londonban székelő kormány ellenzékét képviselték). A város minden kerületében megalakultak a felkelési önkormányzati szervek, amelyek a házbizottságok közvetítésével működtek. A bizottságok felelősek voltak a tűzbiztonságért a légvédelemért és a közbiztonságért, a népjólétért, közös konyhák szervezéséért, kútásásért, romeltakarításért, temetkezésért és tájékoztatási tevékenységért. A cserkészek postai szolgálatot szerveztek meg, amelyet a hatóság hivatalosan elismert. A felkelők által ellenőrzött Varsóban több mint száz lapot adtak ki, amelyek nemcsak a harcok lefolyását követték, hanem közzétettek egyéb tudósításokat is, kulturális cikkeket, dalokat és költeményeket. A felkelők rádióállomást is üzemeltettek.

## Hitlerista bűntények

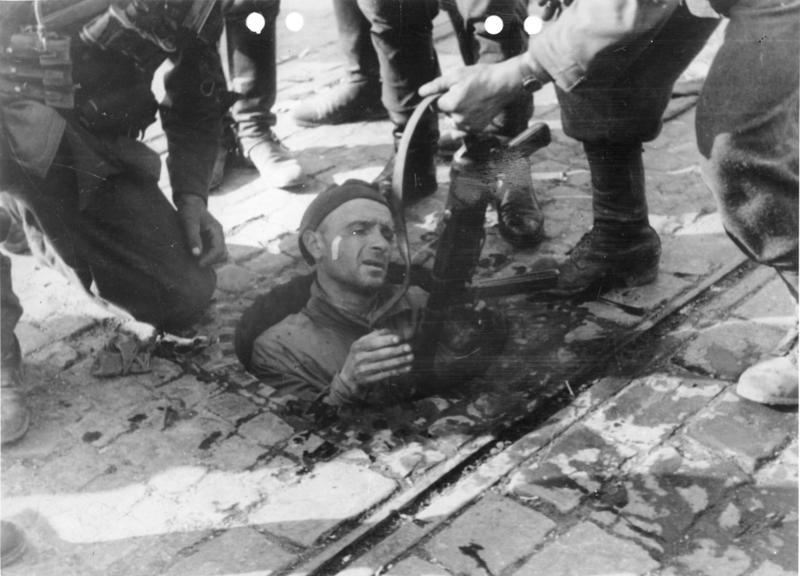
A felkelő kijön a csatornából, hogy megadja magát a németeknek

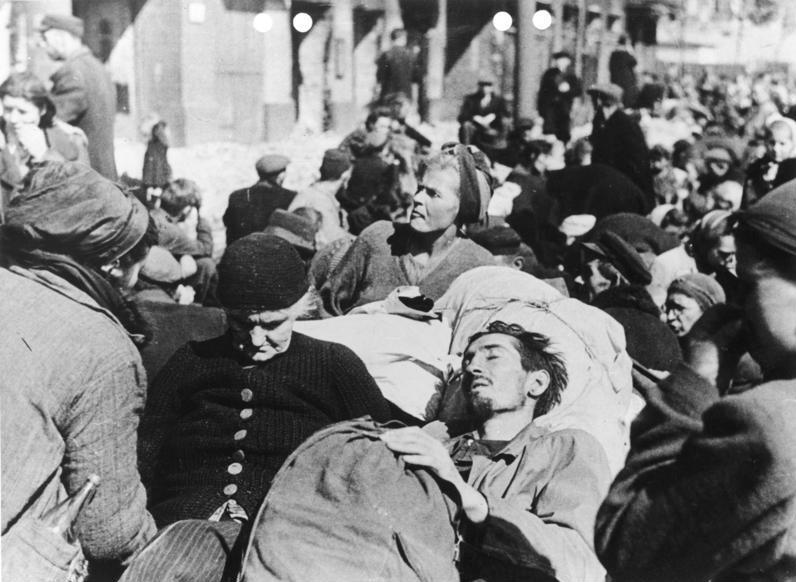
A németek által száműzőtt emberek

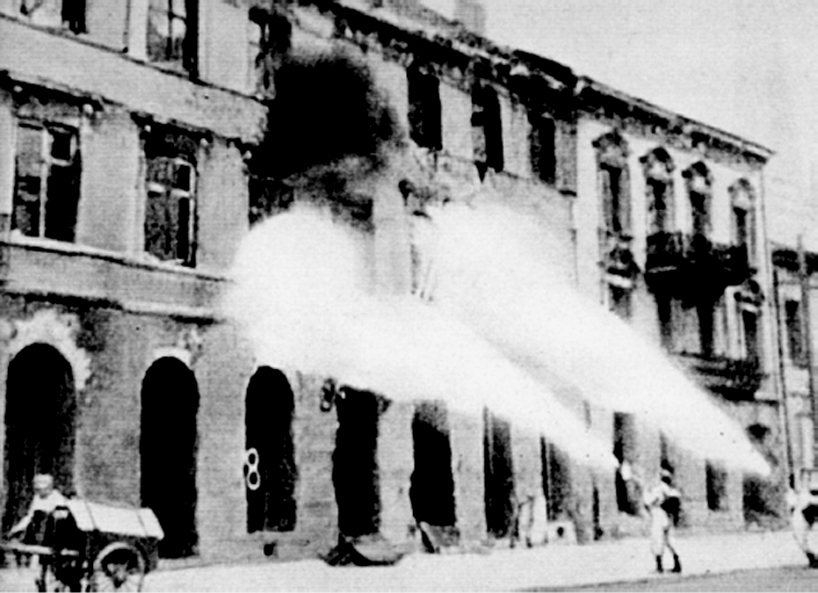
A város kiégetése a felkelés után

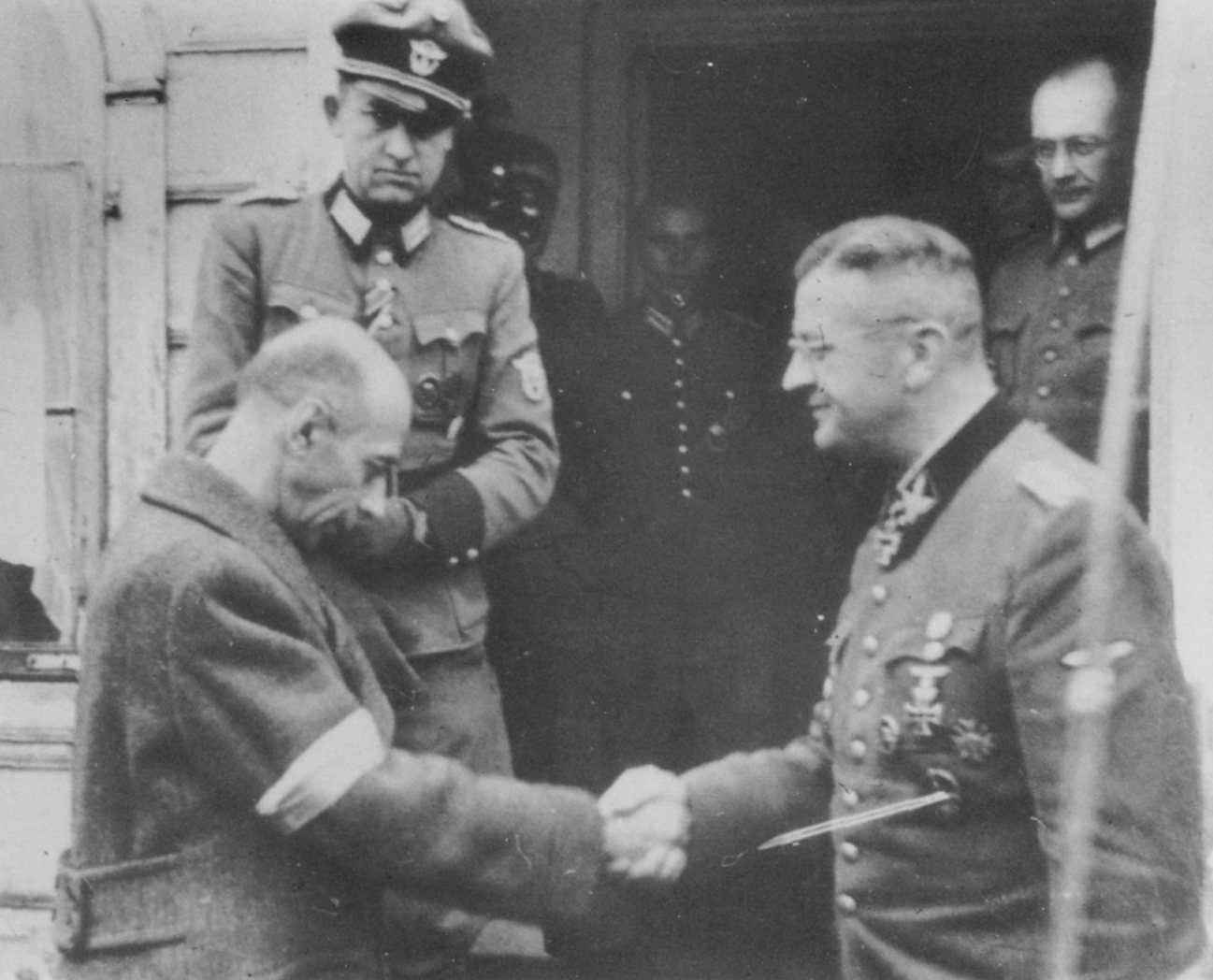
Bór-Komorowski és von dem Bach-Zelewski a felkelés kapitulációja után

Hitler tudomást szerezve felkelés kitöréséről, parancsot adott Varsó földdel egyenlővé tételére és a lakosság teljes kiirtására. Von dem Bach-Zelewski szerint, minden varsóit meg kellett ölni, nem volt szabad foglyot ejteni. Varsó lerombolása elrettentő példaként kellett, hogy szolgáljon egész Európa számára. Végeredmény: 170 ezer civil varsói meghalt a felkelésben , közülük kb. 60 ezren a németek által végrehajtott kivégzések áldozatai voltak. A fogságba esett felkelőket rendszeresen megölték, annak ellenére, hogy azok nyíltan harcoltak és a hágai egyezményeknek megfelelő katonai jelzéseket viseltek.
A németek már a felkelés első napjaitól kezdve nem kímélték a foglyok és a polgári lakosság életét. A helyzet romlott, amikor megérkeztek a németeket felmentő csapatok. Wolában a Reinefarth- és Dirlewanger-egységek néhány nap alatt (különféle források szerint) 38-tól 65-ig ezer embert gyilkoltak meg. Ochotában pedig a RONA katonái emberek ezreit ölték meg és rabolták ki.
Von dem Bach-Zelewski Hitler parancsával szemben, megtiltotta a nők és gyerekek megölését-, később megtiltotta a lengyel civilek lelövését is. Ennek ellenére a németek módszeresen kiemelték a menekülők tömegéből azokat az embereket, amelyeket a felkelésben való részvétellel, vagy zsidó származással gyanúsították, valamint az idős és beteg (azaz, munkaképtelen) embereket, majd kivégezték azokat. Az Óváros eleste után a Reinefarth-csapatok lemészárolták a felkelők kórházaiban ápoltakat, 3000 embert. A fogságba esett felkelőket a felkelés utolsó napjáig kivégezték.
A harcok idején a német tüzérség és a légierő civil és katonai épületeket egyaránt támadott – a Vörös Kereszt jelével jól láthatóan megjelölt kórházakat beleértve. Egész kerületek felégetését a harc bevett módszerének tartották. A német csapatok lengyel civileket használtak élő pajzsként (nőket és gyerekeket egyaránt). Már augusztus 6-ától kezdve, maradéktalanul kiűzték a lakosságot az elfoglalt kerületekből. A felkelés idején kb. 550 ezer varsóit és 100 ezer Varsó környéki lakost kényszerítettek lakóhelyének elhagyására. Kb. 550 ezer elűzött került a Varsó melletti menekülttáborokba, legtöbben a Durchgangslager-Pruszkówba.

## Következmények

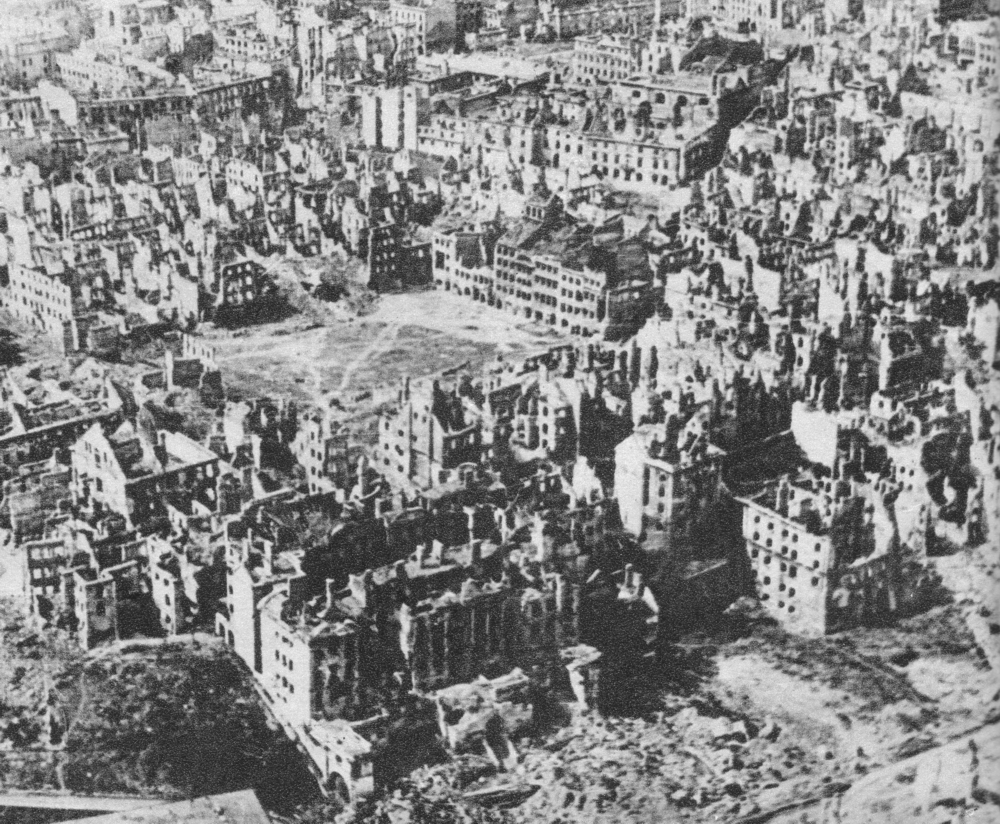
A lerombolt Varsó 1945. januárjában

Bár a felkelés hadműveleteit csak pár naposra tervezték, a felkelők 63 napig, október 2-ig kitartottak. Himmler figyelmen kívül hagyva a megadás feltételeit, parancsot adott a város teljes lerombolására és a könyvtárak, múzeumok és azok gyűjteményeinek elégetésére. Amikor végül 1945. január 17-én a szovjetek átkeltek a Visztulán és behatoltak a bal parti városrészbe, a város 85%-a romokban hevert a történelmi Óvárossal és a királyi várral együtt. A belváros (Śródmieście) majdnem 100%-át lerombolták. A német megszállás alatt (1939–45) kb. 700 ezer varsói halt meg, azaz többen, mint az amerikaiak és britek összesen a második világháborúban. Az anyagi veszteségek értéke 45 milliárd dollárt tett ki. A Honi Hadsereg életben maradt katonáit a szovjet titkosszolgálat (NKVD) begyűjtötte és megölte vagy Szibériába deportálta.
Miután a nyugati szövetségesek segítségének hiányában a felkelés elbukott, Kazimierz Sosnkowski tábornok lemondott a fővezéri posztról. Utódja Tadeusz Bór-Komorowski lett, annak ellenére, hogy október 2-ától 1945. május 5-éig a német fogságban tartózkodott (a Fővezér tisztét akkor Władysław Raczkiewicz elnök töltötte be). A Honi Hadsereg főparancsnoka Komorowski helyett Leopold Okulicki tábornok lett.
Von dem Bach-Zelewskit 1944 októberében átvezényelték Budapestre. 1945 augusztusában az amerikaiak letartoztatták és azért cserébe, hogy tanúskodott a nürnbergi perben, megtagadták kiadatását Lengyelországnak vagy a Szovjetuniónak. Később német bíróság ítélte börtönre egy a háború előtti bűncselekményért, de a varsói felkelés vérbe fojtásáért soha nem felelt.
Hasonlóan, Reinefarth-ot le is letartoztatták a háború után és nem adták ki vallomásaiért cserébe. Még Westerland polgármestere és Schleswig-Holstein tartományi gyűlésének képviselője is volt, NSZK hatósága elutasította kiadatását Lengyelországnak. Soha nem felelt semmilyen bűntényért (nemcsak a háborúsokért).
Dirlewanger 1944 végén a szlovák felkelést is elfojtotta. 1945 júniusában a franciák tartoztatták le, hamarosan titokzatos körülmények között meghalt (valószínű, hogy halálra verték a francia hadseregben szolgaló lengyel katonák).
Kamińskit a németek függelemsértésért halálra ítélték nem sokkal azután, hogy visszarendelték Varsóból.

## A felkelés megítélése a háború utáni Lengyelországban

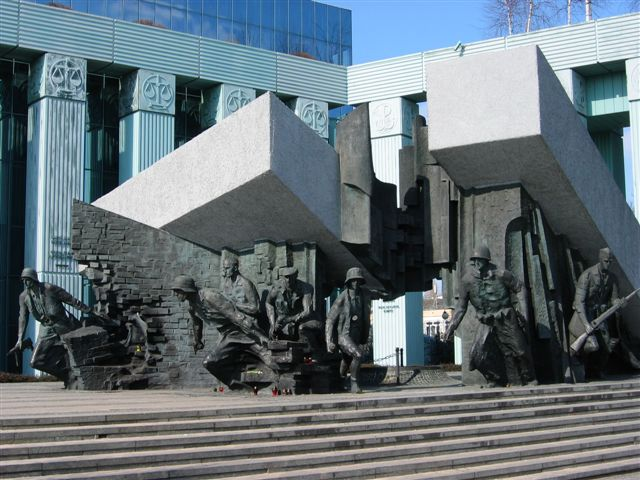
A varsói felkelés emlékműve Varsóban

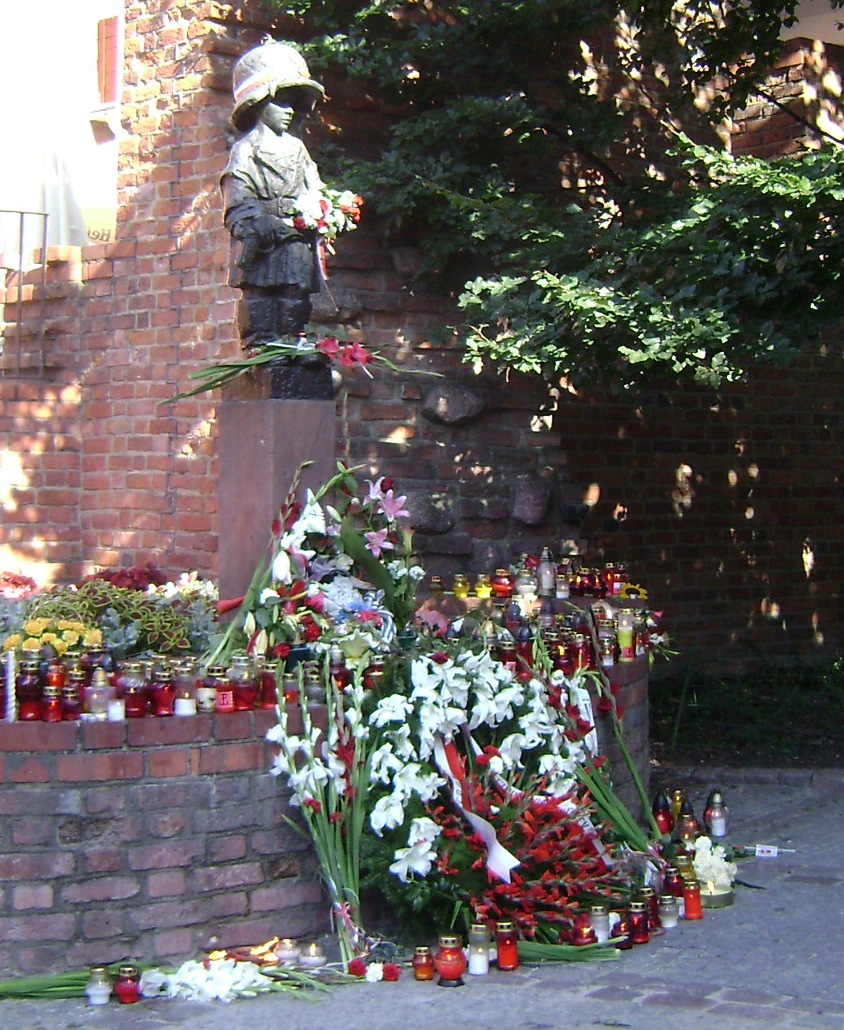
A kis felkelő emlékműve a varsói Óvárosban

Már a felkelés vége előtt elkezdődött a vita a célszerűségéről. Legélesebben Władysław Anders tábornok ellenezte - szerinte senki nem reménykedhetett (különösen a Honi Hadsereg főparancsnoksága Bór-Komorowskivel az élen), hogy Sztálin segít saját politikai ellenfelein, tehát a felkelés előre kudarcra volt ítélve. A lengyel kommunisták (PKWN) támogatták Sztálin nézeteit a felkelésről. Már a háború vége után, a kommunista lengyel hatalom próbálta meghamisítani a tényeket a felkelésről, mivel természetesen nem akarták, hogy kiderüljön, mi volt a szerepük a felkelés bukásában. A sztálinizmus korában (1944-56) a felkelés résztvevőit ugyanolyan megtorlásoknak tették ki, mint az egész nem kommunista mozgalmat. A kommunista propaganda elfogadta az álláspontot a hős "egyszerű" katonákról és tétlen (vagy bűnös) parancsnokokról. Senkinek nem volt szabad azonban emlékeznie arra, hogy Sztálin megtiltotta a Vörös Hadseregnek az átkelést a Visztula bal partjára, – a felkelést segítő nyugati légierőknek pedig - a szovjet repülőterek használatát. A lengyel lakosság viszont teljesen másképpen emlékezett a felkelésre.
Andersen kívül sok kommunistaellenes emigráns politikus is ellenezte azonban a felkelés gondolatát, - voltak köztük olyanok akik a háború előtt Piłsudskival vagy a nemzeti demokráciával voltak kapcsolatban.
Csak 1989 után méltatták megfelelően a felkelést. 1989-ben felépítették a varsói felkelés emlékművét Varsóban. 2004-ben megnyitották a Varsói Felkelés Múzeumát. A varsói felkelés megjelent a kultúrában: irodalomban (Kazimierz Brandys, Miron Białoszewski, Jarosław M. Rymkiewicz stb.) és a filmekben (Andrzej Wajda, Janusz Morgenstern, Andrzej Munk stb.). Megjelent a popzenében is lengyel együttesek: (Lao Che, Armia stb.) és külföldiek (a svéd Sabaton, a német Heaven Shall Burn, a holland Hail of Bullets).